# Michael Obasuyi
Michael Obasuyi (Brugge, 12 augustus 1999) is een Belgische atleet, gespecialiseerd in het hordelopen. Hij werd zevenmaal Belgisch kampioen en nam tweemaal deel aan de Olympische Spelen.

## Biografie
Obasuyi nam in 2018 op de 110 m horden deel aan de wereldkampioenschappen U20. Hij werd vierde in de finale. Op de iets hogere horden kon hij zich op dezelfde afstand tijdens de Flanders Cup in Ninove in extremis plaatsen voor de Europese kampioenschappen te Berlijn. Daar werd hij uitgeschakeld in de halve finale.
Obasuyi werd in 2019 voor het eerst Belgisch kampioen op de 110 m horden. Op de Europese kampioenschappen U23 in Gävle werd hij vijfde in de finale. In 2020 behaalde hij indoor de titel op de 60 m horden en outdoor op de 110 m horden. Tijdens de Belgische kampioenschappen van 2021 won hij in een persoonlijk record van 13,32 s. Dit was onder de limiet voor deelname aan de Olympische Spelen in Tokio. Op de Olympische Spelen werd hij uitgeschakeld in de reeksen.
In 2022 nam Obasuyi deel aan de wereldkampioenschappen indoor in Belgrado. Hij miste met een persoonlijk record nipt de finale. Door een spierscheur miste hij de wereldkampioenschappen in Eugene. Hij raakte wel fit voor de EK in München Daar werd hij uitgeschakeld in de reeksen. 
Tijdens de Belgische indoorkampioenschappen van 2024 verbeterde Obasuyi op de 60 m horden het 26 jaar oude Belgisch record van Jonathan N'Senga naar 7,54 s en veroverde hij zo een tweede Belgische indoortitel. Hij nam op dat nummer ook deel aan de WK indoor in Glasgow. Hij werd zevende in de finale. Tijdens de nationale interclubcompetitie in mei van dat jaar won hij de 110 m horden in 13,38 s. Dit was voldoende voor deelname aan de EK later dat jaar in Rome. Een week later verbeterde hij op die afstand in Montgeron het 26 jaar oude record van Jonathan N'Senga naar 13,24 s. Daarmee plaatste hij zich ook voor de Olympische Spelen in Parijs. Enkele uren laten bracht hij dit record naar 13,20 s.

## Belgische kampioenschappen
Outdoor
| Onderdeel    | Jaar                         |
| ------------ | ---------------------------- |
| 110 m horden | 2019, 2020, 2021, 2023, 2024 |

Indoor
| Onderdeel   | Jaar       |
| ----------- | ---------- |
| 60 m horden | 2020, 2024 |

## Persoonlijke records
Outdoor
| Onderdeel    | Prestatie    | Wind     | Datum           | Plaats   |
| ------------ | ------------ | -------- | --------------- | -------- |
| 110 m horden | 13,19 s (NR) | -0,8 m/s | 9 augustus 2025 | Oordegem |

Indoor
| Onderdeel   | Prestatie      | Datum            | Plaats           |
| ----------- | -------------- | ---------------- | ---------------- |
| 60 m horden | 7,54 s (ex-NR) | 18 februari 2024 | Louvain-la-Neuve |

## Palmares

### 60 m horden
- 2020:  BK indoor AC - 7,69 s
- 2022: 4e in ½ fin. WK indoor in Belgrado - 7,58 s
- 2024:  BK indoor AC - 7,54 s (NR)
- 2024: 7e WK indoor in Glasgow - 7,55 s
- 2025: 6e EK indoor in Apeldoorn - 7,63 s (in ½ fin. 7,55 s)
- 2025: 5e WK indoor in Nanjing – 7,60 s

### 110 m horden
- 2015: DQ EYOF te Tbilisi
- 2017: 5e in ½ fin. EK U20 te Grossetto - 14,17 s
- 2018: 4e WK U20 te Tampere - 13,45 s
- 2018: 8e in ½ fin. EK te Berlijn - 13,78 s
- 2019: 5e EK U23 te Gävle - 13,67 s
- 2019:  BK AC - 13,57 s
- 2020:  BK AC - 13,82 s
- 2021:  BK AC - 13,32 s
- 2021:  EK U23 in Tallinn – 13,40 s
- 2021: 6e in serie OS in Tokio - 13,65 s
- 2022: 5e in serie EK in München - 13,90 s
- 2023:  BK AC - 13,57 s
- 2024: 6e EK in Rome - 13,46 s
- 2024:  BK AC - 13,24 s
- 2024: 5e in ½ fin. OS in Parijs - 13,36 s
- 2025:  FBK Games - 13,45 s (0,0 m/s)

### verspringen
- 2015: 9e EYOF te Tbilisi - 6,66 m
- 2016: 7e EK U20 te Tbilisi - 7,16 m